# جوی سانتیاگو
جوزف آلبرتو «جوی» سانتیاگو (به انگلیسی: Joseph Alberto "Joey" Santiago) آهنگ‌ساز و گیتاریست فیلیپینی-آمریکایی است. او از سال ۱۹۸۶ فعالیت خود را شروع کرده وو عمدتاً به عنوان گیتاریست اصلی گروه آلترنیتیو راک پیکسیز شناخته می‌شود. پس از اینکه گروه پیکسیز در سال ۱۹۹۳ برای مدتی حدود ۱۰ سال منحل شد، سانتیاگو به ساختن پارتیتور برای فیلم‌ها و مستندهای تلویزیونی مشغول شد و به همراه همسرش لیندا مالاری، گروه موسیقی د مارتینیس را افتتاح کرد. او همچنین در ساخت برخی از آلبوم‌های چارلز دوگلاس و دیگر هم گروهی سابق خود در گروه پیکسیز، فرانک بلک هم مشارکت داشته است. وقتی که در سال ۲۰۰۴ گروه پیکسیز مجدداً تشکیل شد، سانتیاگو همکاری خود با این گروه را از سر گرفت.